# Härnösands kustartilleriregemente
Härnösands kustartilleriregemente (KA 5) var ett kustartilleriförband inom svenska marinen som verkade i olika former åren 1943–1998. Förbandsledningen var förlagd i Härnösands garnison i Härnösand.

## Historia
År 1914 påbörjades byggandet av Hemsö fästning. Då freden 1918 kom blev ej den kustartillerikår som planerats uppsatt, och den nybyggda kasernen i Härnösand blev istället överlämnad till sjukvården. Under en tid av år förstärktes dock verksamheten vid Hemsö fästning av olika andra kustartilleridetachement. Bland annat så bemannades 12 cm batterierna i mitten av 1930-talet av 1. kompaniet och 6. kompaniet från Vaxholms kustartilleriregemente. Vid krigsutbrottet 1939 överfördes 125 värnpliktiga från Vaxholms kustartilleriregemente (KA 1). Två år senare så förlades ytterligare 400 värnpliktiga och 10-talet officerare från Karlskrona kustartilleriregemente (KA 2) på Hemsön. Genom försvarsbeslutet 1942 angavs att den detachement i Hemsö fästning skulle ersätta den detacherade avdelningen från KA 1 och den 1 oktober 1943 skulle försvarsbeslutet verkställas. Därav bildades Härnösands kustartilleridetachement (KA 4 H). Beteckningen KA 4 H angav inte ett militärt befälsförhållande mellan de två truppförbanden Älvsborgs kustartilleriregemente (KA 4) och Härnösands kustartilleridetachement (KA 4 H), utan antydde endast att KA 4 skulle lämna ett visst stöd ut ekonomi-, maskin och hantverksavdelningarna.
Efter krigsåren var tanken att det svenska försvaret skulle nedrustas. Vilket inför försvarsbeslutet 1948 framgick i försvarskommitténs betänkande från 1945, där det föreslogs att kustartilleriet skulle reduceras, det genom att Hemsö kustartilleriförsvar och Härnösands kustartilleriregemente skulle avvecklas och upplösas. Men istället för en avkylning av det säkerhetspolitiska läget i Europa efter kriget, inleddes en ny säkerhetspolitik genom det kalla krig, som kan sägas inleddes genom Pragkuppen. Detta fick försvarsministern att istället förespråka en förstärkning av försvaret. I december 1947 föll kommitténs förslag och istället beslutades det om en förstärkning. En förstärkning som bland annat innebar en kraftig utbyggnad av försvaret, som påbörjas åren 1950–1951, utefter Norrlandskusten med moderna berganläggningar. Härvid utökades uppgifterna och utbildningsbehovet, varför Härnösands kustartilleridetachement (KA 4H) från och med den 1 juli 1953 omorganiserades till Härnösands kustartillerikår (KA 5). Samma år fastställdes även nya materielplaner för kustartilleriet och modern materiel tillfördes eller ersatte äldre. Den 1 februari 1957 omorganiserades Norrlandskustens marindistrikt till Marinkommando Nord med gemensam chef och förvaltning med kustartilleriförsvaret. 
Inför försvarsbeslutet 1958 föreslog chefen för marinen Stig H:son Ericson en avveckling av Härnösands kustartillerikår. Det med bakgrund av att fredskontingenten av värnpliktiga i kustartilleriets nya organisationen skulle reduceras med uppskattat 250 värnpliktiga per år. Av förläggningsskäl var det enbart de mindre truppförbanden inom kustartilleriet som kunde komma ifrågakomma för en avveckling, det vill säga Gotlands kustartillerikår (KA 3) eller Härnösands kustartillerikår (KA 5). Dock ansåg chefen för marinen att en avveckling av Gotlands kustartillerikår skulle medföra allvarligaste konsekvenserna för kustartilleriets beredskapen. Därav föreslogs att avvecklas Härnösands kustartillerikår som fredsförband. Utbildningen av Härnösands kustartillerikårs krigsförband föreslogs istället att utbildas vid Vaxholms kustartilleriregemente (KA 1). Dock fick inte chefen för marinen medhåll i sitt förslag från överbefälhavare Nils Swedlund. Det med bakgrund till att chefen för armén samtidigt hade föreslagit en avveckling av Sundsvalls luftvärnskår (Lv 5). En avveckling av två fredsförband inom samma län kunde inte överbefälhavaren godta bland annat av beredskapsskäl. De administrativa merkostnader ett bibehållande av Härnösands kustartillerikår medförde, ansåg överbefälhavaren inte heller utgöra någon större påverkan på totalen för försvaret. Därmed ansåg han att Härnösands kustartillerikår skulle kvarstå som fredsförband. Istället föreslog försvarsminister Sven Andersson att besparingar skulle göras på annat håll för ett bibehållande av Härnösands kustartillerikår. Där han då föreslog att omorganisera Älvsborgs kustartilleriregemente (KA 4) i Göteborg till ett skolförband.
I Kungl. Maj:ts proposition nr 75 år 1973, föreslog regeringen att kustartilleriförsvarschefen för Norrlands kustartilleriförsvar även skulle vara förbandschef för Härnösands kustartillerikår. Därmed kom även kåren att omorganiseras till ett regemente och antog den 1 juli 1975 namnet Härnösands kustartilleriregemente.
Inför försvarsbeslutet 1977 föreslog regeringen för riksdagen att Sundsvalls luftvärnsregemente (Lv 5) skulle upplösas och avvecklas. Den försvarsutredning som gjordes inför propositionen att undersökt att flytta luftvärnsregementet till Härnösand, för att där samlokalisera det med Härnösands kustartilleriregemente. Dock skulle en så pass omfattande nybyggnation behövas i Härnösand varvid en flytt av luftvärnsregementet inte kunde motiveras ur en ekonomiskt synvinkel. Inför försvarsbeslutet hade även försvarsutredning undersökt konsekvenserna av avveckling av Härnösands kustartilleriregemente, något som man konstaterade att kännedom om Norrlandskustens särdrag skulle försämras, samt att kostnaderna för övriga kustartilleriförband skulle öka, då utbildningsverksamheten i första hand skulle omfördelas till Vaxholms kustartilleriregemente (KA 1) och Gotlands kustartilleriregemente (KA 3). Därmed fann försvarsutredningen inte någon anledning föreslå regeringen om några förändringar i kustartilleriets utbildningsorganisation.
Inför försvarsbeslutet 1982 föreslog regeringen för riksdagen i sin proposition 1981/82:102 nya besparingar inom försvaret. Överbefälhavaren föreslog att grundutbildning vid Härnösands kustartilleriregemente skulle upphöra och att kasernerna skulle lämnas. Vidare föreslog han att staben och stödfunktionerna vid Norrlands kustartilleriförsvar borde reduceras, samt att den förbandsbundna verkstaden borde läggas ned. Dessa förändringar föreslog överbefälhavaren vara genomförda senast år 1985. Regeringen och försvarsutskottet var dock av en annan åsikt, då de ansåg att Härnösands kustartilleriregemente skulle behållas inom fredsorganisationen. Dock ansågs att en viss personalminskning vid Härnösands kustartilleriregemente var tvungen att godtas för att marinens samlade besparingsmål skulle uppnås. Inom kustartilleriet reducerades istället grundutbildningen vid Västkustens militärkommando med Älvsborgs kustartilleriregemente. Regeringen föreslog även av regionalpolitiska skäl att Marinens officershögskola i Göteborg och huvuddelen av Marinens sjukvårdsskola i Göteborg skulle lokaliseras till Karlskrona. Bakgrunden till besparingarna samt omstruktureringarna i Göteborg, berodde på att regeringen ville behålla grundutbildningen vid Härnösands kustartilleriregemente (KA 5).
År 1988 föreslogs i en försvarsmaktsutredning att det marina försvaret längs Norrlandskusten skulle halveras. Vilket skulle resultera i att fredsförbandet skulle minska sin värnpliktsutbildning med 150 värnpliktiga. Vidare skulle besparingen resultera i att krigsförbanden längs Norrlandskusten hade mer än halverats, spärrförbanden skulle reducerats med 50%, minröjningsförbanden med 100% samt en reducering med 75% av minutläggningsförbanden. Samtidigt gavs klartecken till chefen för MKN att en av kasernerna på Kusthöjden fick renoveras till en kostnad för 17 miljoner. Militärbefälhavaren för Övre Norrlands militärområdet, Åke Sagrén, föreslog att Luleå luftvärnskår skulle omlokaliseras till Härnösand. Det med bakgrund till den god tillgången till två bra skjutfält, Härnöns och Skärsvikens skjutfält och Åstöns skjutfält. Någon besparingen eller flytt blev dock inte aktuell denna gång.
Inför den andra etappen av försvarsbeslutet 1996 redovisade regeringen vilka förband som skulle finnas kvar. HMG/KA 5 inkluderades inte i den nya organisationen. Anledningen var inte bara ekonomisk, utan också en fråga om minskad efterfrågan. Utbildningen av en större numerär av värnpliktiga behövdes inte längre. Efter att riksdagen antog regeringens proposition kom överbefälhavarens omstruktureringsorder där det framgick att HMG skulle avvecklas och upplösas den 30 juni 1998. Dock gav överbefälhavarens namnval och benämning upphov till olika tolkningar, då överbefälhavaren i sin order nämnde HMG och inte KA 5. Därav kom försvarsdepartementet tolka det slutgiltiga avvecklingsbeslutet. Försvarsdepartementets svar kom dock försent för att förbandet skulle hinna avvecklas och upplösas den 30 juni 1998. Därav kom Härnösands maringrupp med Härnösands kustartilleriregemente (HMG/KA 5) att avvecklas och upplösas den 14 augusti 1998.
Den sista utbildningsomgången avslutades hösten 1997, med att hela 6. amfibiebataljon då var färdigutbildad. Den 14 augusti 1998 genomfördes avslutningsceremonin för HMG/KA 5. Ceremonin inleddes med att siste tjänstgörande chefen för HMG/KA 5, major Gunnar Hällgren, överlämnade regementsfanan till marinkommandochefen, kommendör av första graden Olov Andersson. Förvaltningen av Härnösands maringrupp med Härnösands kustartilleriregemente traditioner övergick därmed till Norrlandskustens marinkommando (MKN). Den enda militära verksamheten som finns kvar på Härnön är lokaliserad till kanslihuset samt norra delen av kasernområdet.

## Verksamhet
Vid Härnösands kustartilleriregemente utbildades bland annat Spärrbataljon Hemsö (med tre 15 cm dubbelpjäser m/51 och två 7,5/57-batterier) samt Spärrbataljon Holmsund (med ett 12/70-batteri och ett 7,5/57-batteri). NK/KA5 hade ansvar för hela kuststräckan mellan Gävle och Kalix och KA 5 svarade för utbildning av krigsförband för bemanning av alla fasta artilleriförband utefter kusten, koncentrerade till inloppen till städerna. Spärrbataljon Gävle (med ett batteri om fyra 15,2 cm tornpjäser m/98 och två batterier om 7,5 cm m 05-10 med vardera tre pjäser). Spärrbataljon Sundsvall (med ett batteri om tre 15,2 cm tornpjäser m/98, två batterier med7,5 cm 05-10 med vardera tre pjäser samt ett batteri med tre st 7,5 cm m /57 tornpjäser). Spärrbataljon Luleå (med ett batteri om tre st 15,2 cm tornpjäser och ett batteri om tre pjäser 57 mm/m 89). Vid samtliga dessa krigsförband genomfördes krigsförbandsövningar (KFÖ) regelmässigt under 50-, 60-, 70-talet. Verksamheten avtog sedermera varefter förbanden av olika skäl utgick ur krigsorganisationen. Beslut om nedläggning av utbildning av kustartillerister vid KA 5 togs 1995 och krigsförbandet lades ner 1997.
År 1993 påbörjade regementet amfibieförbandsutbildning och 6. amfibiebataljonens tecken blev Torleif (som är gemensamt tecken för alla amfibiebataljoner) med undertexten "Primus Sub Stella Polaris" som betyder "De främsta under Polstjärnan". Man hade även en sexstrålig stjärna på förbandstecknet som symboliserar snökristallens struktur och därmed tankarna mot norr och Polstjärnan.

## Förläggningar och övningsplatser
När Härnösands kustartilleriregemente bildades förlades förbandet till Kusthöjden i nordöstra Härnösand. Etablissementet på Kusthöjden började uppföras 1944 efter 1940 års militära byggnadsutrednings typritningar. Den 19 juni 1945 hissades för första gången den tretungade svenska örlogsfanan i topp på det nya kanslihuset i Härnösand. Totalt uppfördes ett 30-tal byggnader inom området. I slutet av 1960-talet uppfördes ett annex till kanslihuset, det efter att Norrlands kustartilleriförsvar med Härnösands kustartillerikår sammanslogs till en administrativ enhet. Vidare uppfördes även nya byggnader vid garageområdet. Efter att Norrlands kustartilleriförsvar avvecklades, kom området förvaltas av Norrlandskustens marinkommando. År 2000 såldes större delen av området till Vasallen, men flertalet av byggnaderna huserar fortfarande militära förband och staber.

## Heraldik och traditioner
Härnösands kustartilleriregemente mottog sin fana den 1 juni 1945 på Stockholms slott. Fanan överlämnades av Kung Gustaf V. I samband med att regementet avvecklades, övertog Norrlandskustens marinkommando (MKN) dess fana och traditioner. Vid avvecklingen av Norrlandskustens marinkommando överfördes dess fanan och traditioner den 1 juli 2000 till Härnösandsgruppen. Sedan den 1 juli 2005 förs traditionerna vidare av Norrbottens regemente (I 19)). År 1953 bildades Härnösands kustartilleriregementes kamratförening. År 1954 antog regementet "General Cederschiöld" av Per Grundström som förbandsmarsch. År 1999 instiftades Härnösands kustartilleriregementes minnesmedalj i silver (HärnkaregMSM).

## Förbandschefer
Kår- och regementschefer verksamma vid Härnösands kustartilleriregemente. Från 1961 var förbandschefen tillika chef för Norrlandskustens kustartilleriförsvar och från 1986 Norrlandskustens marinkommando. 

- 1942–1950: Ragnar Isaacsson
- 1950–1957: Swen Lagerberg
- 1957–1964: Stig Stade
- 1964–1966: Gunnar Eklund
- 1966–1974: Jan Beckman
- 1974–1977: Eric Jarneberg
- 1977–1981: Per-Erik Bergstrand
- 1981–1983: Lars Ahlström
- 1983–1985: Lars G. Persson
- 1985–1991: Karl-Wilhelm Hansen
- 1991–1994: Ulf Rubarth
- 1994–1996: Claes-Göran Hedén
- 1996–1998: Olov Andersson

## Namn, beteckning och förläggningsort
| Härnösands kustartilleridetachement                                         | 1943-10-01 | – | 1953-06-30 |
| Kungl. Härnösands kustartillerikår                                          | 1953-07-01 | – | 1974-12-31 |
| Härnösands kustartillerikår                                                 | 1975-01-01 | – | 1975-06-30 |
| Norrlandskustens kustartilleriförsvar med Härnösands kustartilleriregemente | 1975-07-01 | – | 1986-06-30 |
| Norrlandskustens marinkommando                                              | 1986-07-01 | – | 1994-06-30 |
| Härnösands maringrupp med Härnösands kustartilleriregemente                 | 1994-07-01 | – | 1998-08-14 |

| KA 4H    | 1943-10-01 | – | 1953-06-30 |
| KA 5     | 1953-07-01 | – | 1975-06-30 |
| NK/KA 5  | 1975-07-01 | – | 1986-06-30 |
| MKV      | 1986-07-01 | – | 1994-06-30 |
| HMG/KA 5 | 1994-07-01 | – | 1998-08-14 |

| Hemsö fästning (D)                 | 1939-??-?? | – | 1992-??-?? |
| Härnösands garnison/Kusthöjden (F) | 1945-06-19 | – | 1998-08-14 |

## Galleri

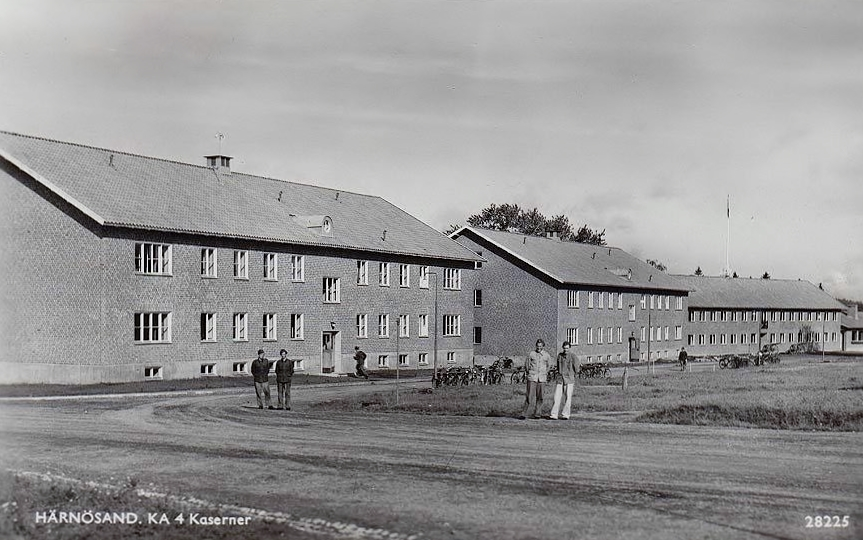
Kasernerna vid Härnösands kustartilleriregemente (1940-talet).
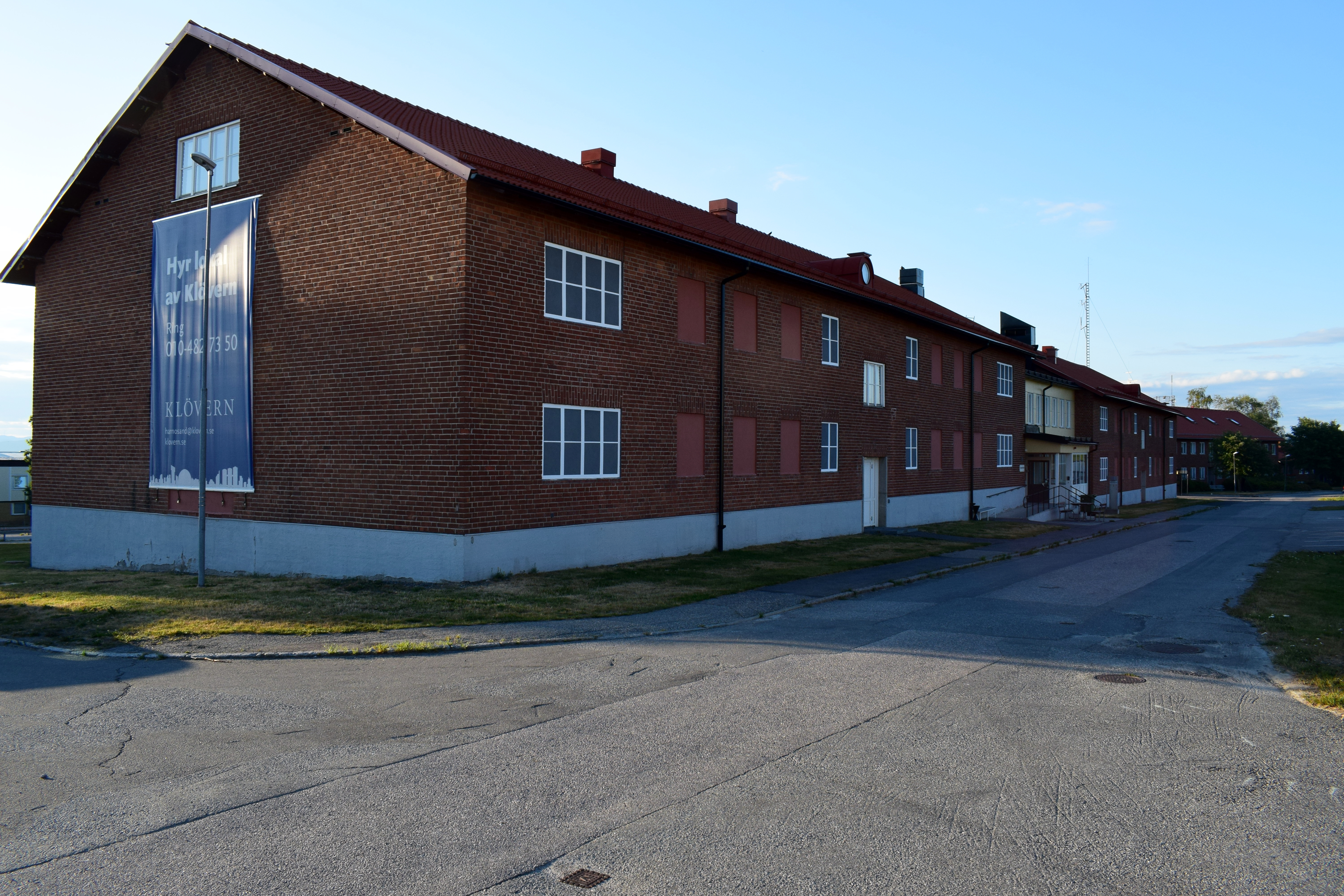
Kasernerna vid Härnösands kustartilleriregemente (2018).
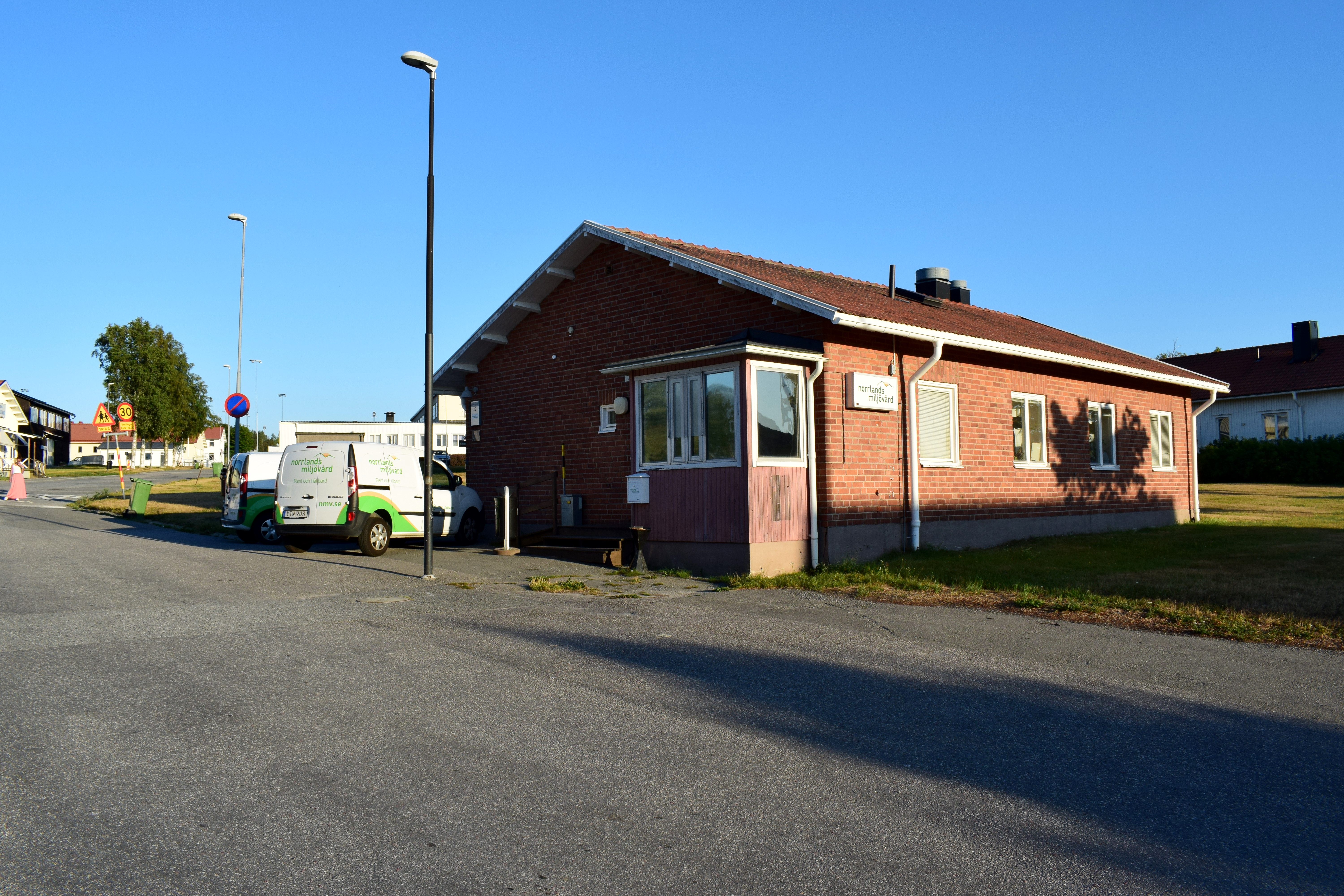
Kasernvakten vid Härnösands kustartilleriregemente.
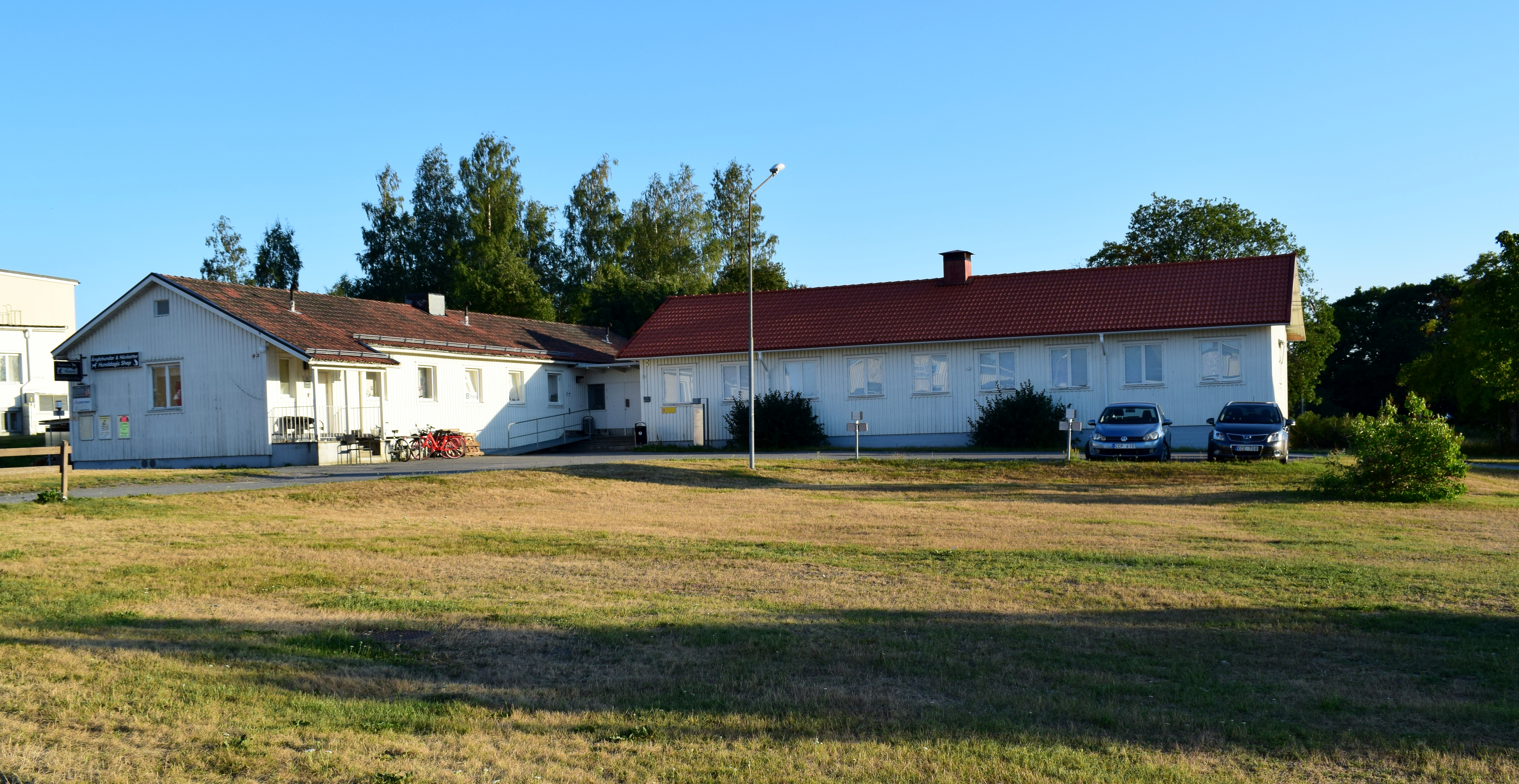
Byggnad vid Härnösands kustartilleriregemente.
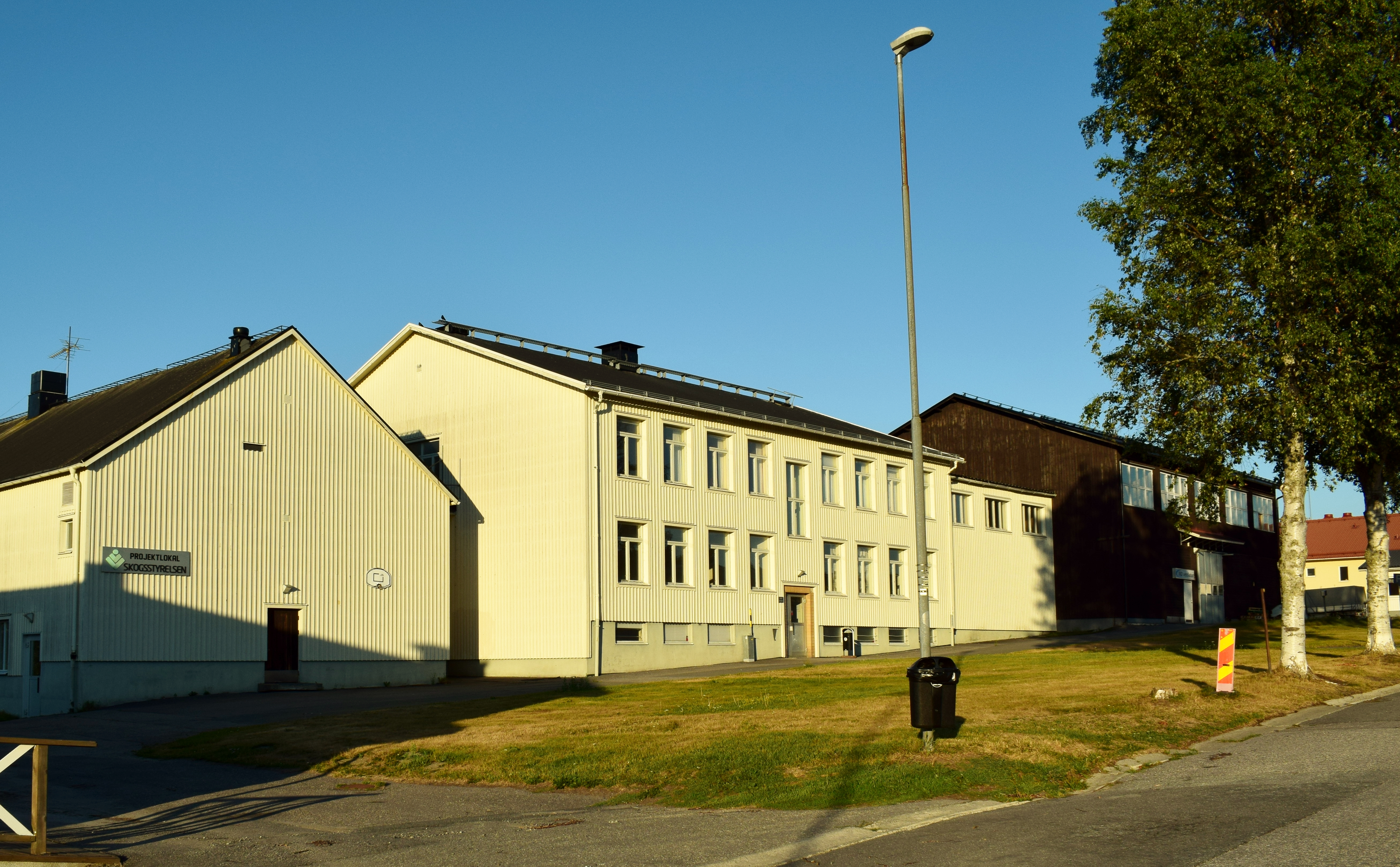
Byggnad vid Härnösands kustartilleriregemente.
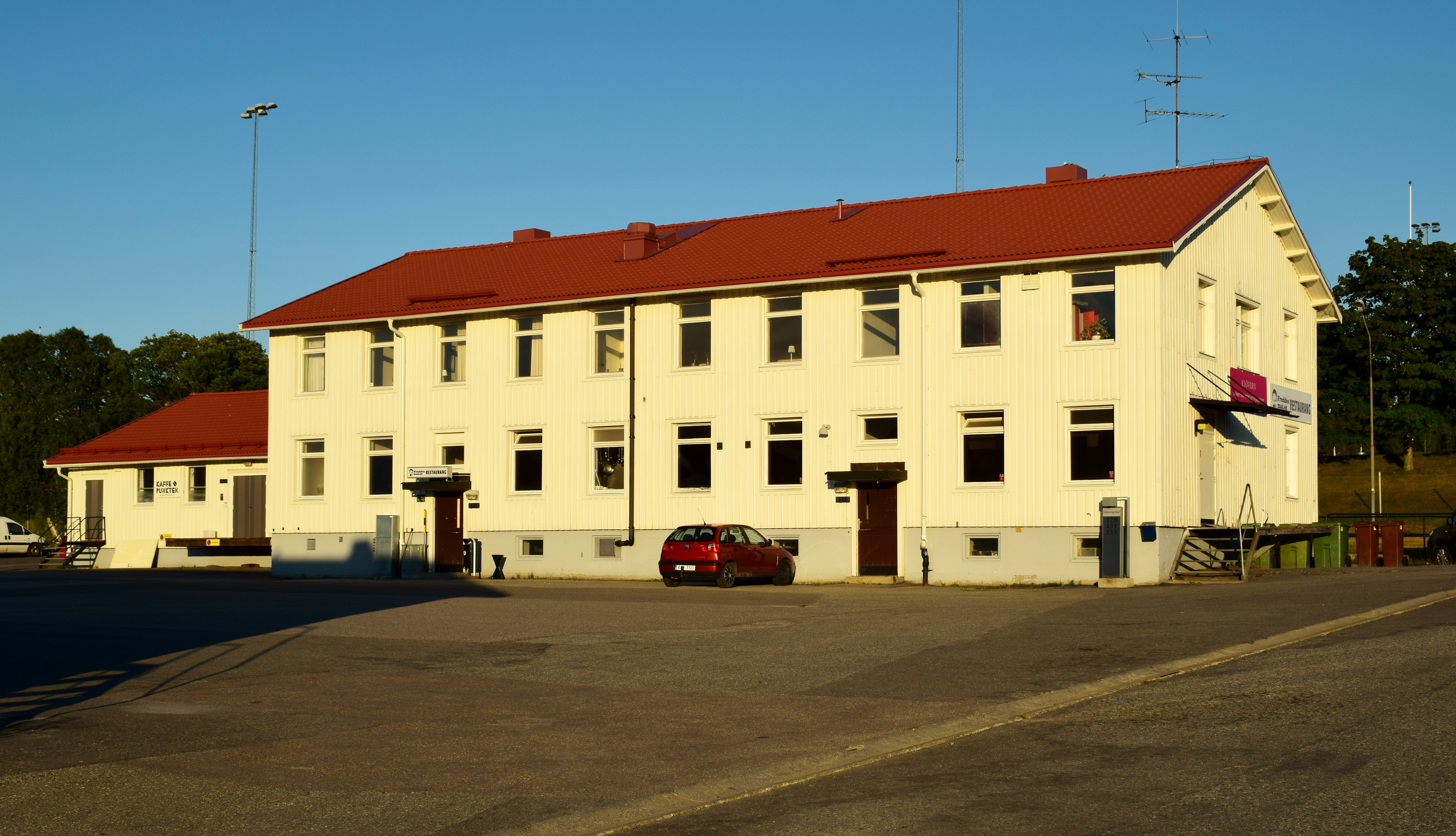
Byggnad vid Härnösands kustartilleriregemente.
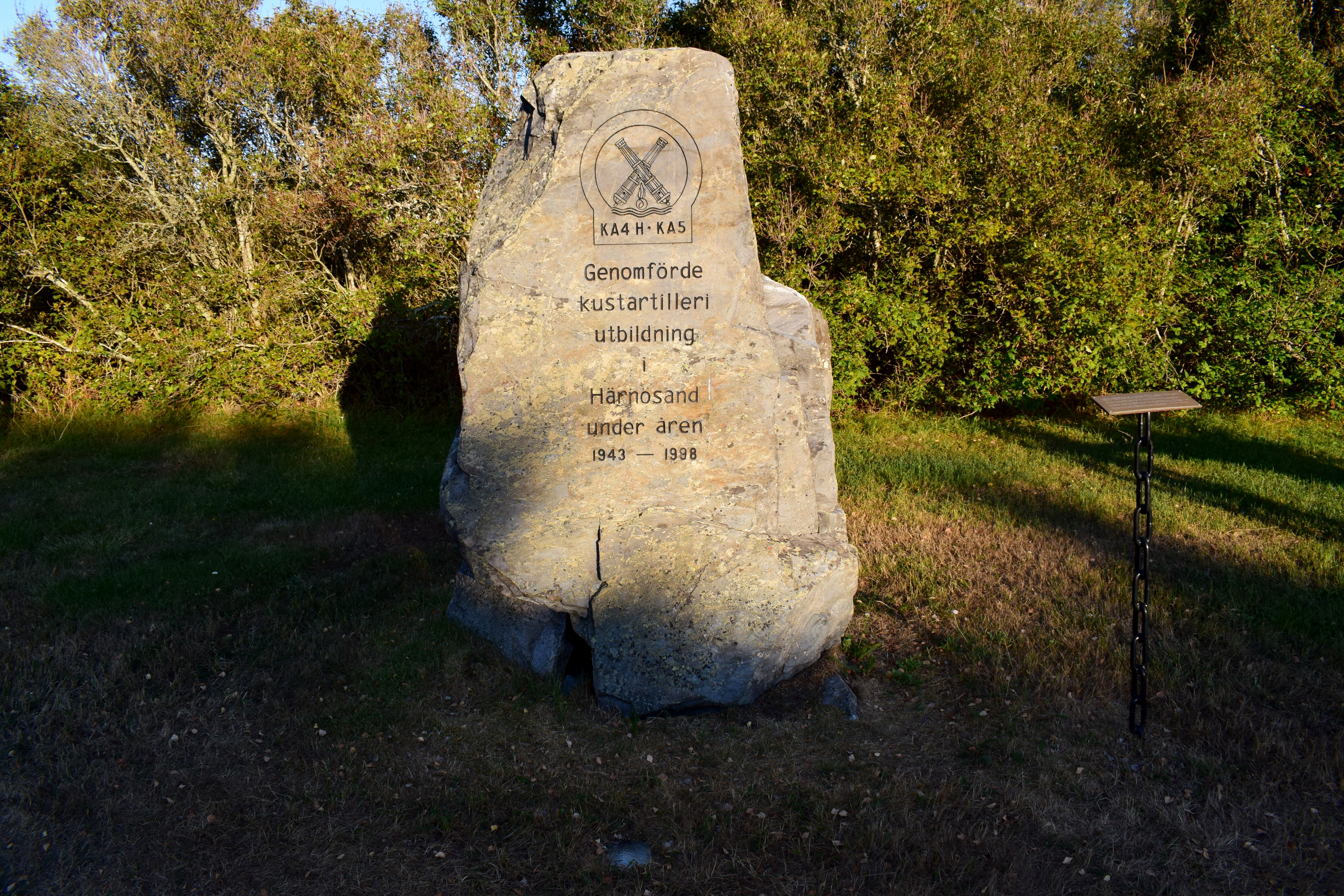
Minnessten vid Härnösands kustartilleriregemente.
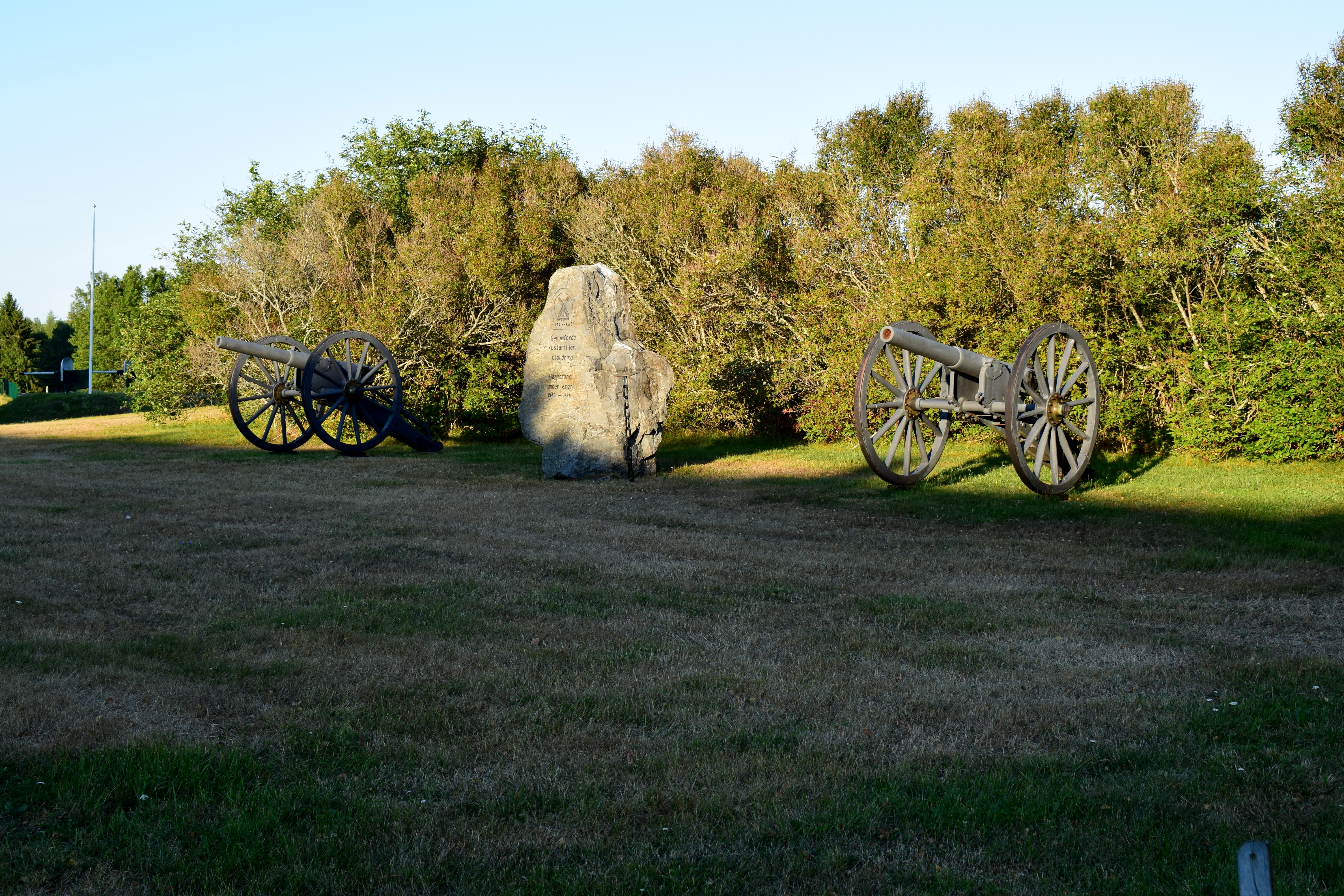
Minnessten vid Härnösands kustartilleriregemente.